# Tweez
Tweez — дебютный альбом американской рок-группы Slint, первоначально выпущенный на лейбле Jennifer Hartman Records в 1989 году, которым управлял их друг и однофамилец Дженнифер Хартман, став единственным релизом этого лейбла. Tweez – единственный альбом Slint, в записи которого принимал участие бас-гитарист Итан Баклер. В 1993 году лонгплей был переиздан на лейбле Touch and Go Records после того, как второй альбом группы, Spiderland, начал обретать культовый статус.

## Предыстория
Tweez был записан осенью 1987 года в студии Studiomedia, Эванстон, штат Иллинойс, и спродюсирован андеграундным музыкантом Стивом Альбини.
Все песни альбома были названы в честь родителей участников группы, за исключением «Rhoda», который был назван в честь собаки барабанщика Бритта Уолфорда. «Ron» и «Charlotte» — родители Уолфорда, «Nan Ding» и «Darlene» — гитариста Дэвида Паджо, «Carol» и «Kent» — вокалиста Брайана Макмаана, а «Warren» и «Pat» — Итана Баклера.
Отдельные стороны виниловой версии альбома имеют собственные названия — «Bemis» и «Gerber».

## Отзывы критиков
| Оценки критиков | Оценки критиков |
| Источник        | Оценка          |
| --------------- | --------------- |
| AllMusic        | [ 2 ]           |

Альбом получил смешанные, преимущественно положительные отзывы от музыкальных критиков.
Джон Буш из Allmusic описал альбом как «прекрасную, причудливую запись» часто меняющую ритм по ходу песен, также отметив «грубые, но не особо быстрые гитары» и использование «фрагментов диалогов, звуковых эффектов и устной речи вместо вокала».

## Список композиций
Стороны грампластинки названы — «Bemis» и «Gerber», соответственно.
| №  | Название    | Длительность |
| -- | ----------- | ------------ |
| 1. | «Ron»       | 1:55         |
| 2. | «Nan Ding»  | 1:47         |
| 3. | «Carol»     | 3:40         |
| 4. | «Kent»      | 5:48         |
| 5. | «Charlotte» | 4:29         |
| 6. | «Darlene»   | 3:05         |
| 7. | «Warren»    | 2:32         |
| 8. | «Pat»       | 3:35         |
| 9. | «Rhoda»     | 2:36         |

## Участники записи
| Slint - Дэвид Паджо — гитара - Брайаном Макмаан — гитара, ведущий вокал - Бриттом Уолфорд — ударные; бэк-вокал - Итан Баклер — бас-гитара | Технический персонал - Стив Альбини (указан как «Some Fuckin Derd Niffer») — звукоинженер, продюсер - Эдгар Блоссом — доп. вокал на «Warren» - Джо Олдхэм — дизайн обложки, фотографии - Лиза Оуэн — дизайн обложки |